# Месо (ТВ серија)
Месо је криминалистичка телевизијска серија из 2017. Серију је за РТРС и РТС снимила извршна продукција „Босонога” из Бање Луке, по сценарију Николе Пејаковића и у режији Саше Хајдуковића. Састоји се из девет епизода. Прва епизода је премијерно приказана 28. октобра 2017. на Радио-телевизији Републике Српске и Радио-телевизији Србије, док је последња епизода премијерно приказана 23. децембра исте године. Серија је постигла велику популарност у Србији и региону а снимљен је и истоимени филм.

## Заплет
Главни јунак серије је Мирко (Игор Ђорђевић), осредњи фудбалер на заласку каријере, који се вратио у свој родни град Бању Луку, где лечећи своје повређено колено, очекује продужетак фудбалског уговора у Словенији. Мирко живи са дементном мајком (Факета Салихбеговић), интровертним братом Мићом (Бранко Јанковић) и посесивном и трудном девојком Маријом (Марија Пикић). Његова породица држи роштиљницу „Код Рајка”, од чије је славе остала само репутација да су ћевапи ту „бољи од Мујиних” и чија је даља судбина неизвесна, како због економске неисплативости, тако и због планова локалних криминалаца који су заинтересовани за плац на коме се налази локал. Један од тих криминалаца је и Славко (Никола Пејаковић), Мирков друг из младости, који се изненада враћа у његов живот и то баш у тренутку када му је најпотребнији. 

## Улоге
| Глумац              | Улога         |
| ------------------- | ------------- |
| Игор Ђорђевић       | Мирко         |
| Никола Пејаковић    | Славко        |
| Марија Пикић        | Марија        |
| Бранко Јанковић     | Миодраг Мића  |
| Вук Костић          | Глава         |
| Љубиша Савановић    | Мишо          |
| Новак Билбија       | Прика         |
| Слободан Перишић    | Дино          |
| Жељко Стјепановић   | Весо          |
| Данило Попржен      | Дида          |
| Факета Салихбеговић | Миланка       |
| Борис Шавија        | адвокат Ђурић |
| Жељко Еркић         | доктор Сарач  |

## Епизоде
| Бр. еп. (укупно) | Бр. еп. (у сезони) | Наслов | Редитељ         | Сценариста       | Премијера          |
| --- | ------------------ | ------ | --------------- | ---------------- | ------------------ |
| 1 | 1                  |        | Саша Хајдуковић | Никола Пејаковић | 28. октобар 2017.  |
| У првој епизоди серије "Месо" упознајемо породицу Цвијетић, власнике чувене бањалучке роштиљнице "Код Рајка". Рајко, отац породице, погинуо је у рату и од тада се за роштиљницу бринула његова супруга, заједно са конобаром Мишом и сином Мићом, на кога је тај трагични догађај оставио трајне последице. Мајку полако савладава деменција и бригу о роштиљници преузима Мирко, фудбалер који има проблема са повредом, са својом младом девојком Маријом и, највише, са новцем и зеленашима... |                    |        |                 |                  |                    |
| 2 | 2                  |        | Саша Хајдуковић | Никола Пејаковић | 4. новембар 2017.  |
| У другој епизоди "Меса" пратимо Славка и његове проблеме. Славко живи у луксузној кући са мајком и сином. Бави се мутним пословима, повезан је са разним мафијашким круговима и види се да постоји неки план око земље на којој се налази Миркова роштиљница. Разведен је и највише проблема му прави управо његова бивша жена Нина, код које син треба да преноћи овог викенда. Неће све ићи глатко и Славко ће морати да решава ствари на свој стари начин...                                    |                    |        |                 |                  |                    |
| 3 | 3                  |        | Саша Хајдуковић | Никола Пејаковић | 11. новембар 2017. |
| Ко је Озрен Дино Карамехмедовић? Да ли Мишо конобар има брата? Шта комунални инспектор ради у Славковој куглани? Шта се заиста десило са Жељом? Како и од када се познају Глава и Марија? И како се убила Славкова жена Николина... |                    |        |                 |                  |                    |
| 4 | 4                  |        | Саша Хајдуковић | Никола Пејаковић | 18. новембар 2017. |
| У новој епизоди сазнајемо да однос између Мирка и Славка није више толико идиличан колико је раније био. Прве невоље настају када Мирко дубље улази у Славков свет и схвата да ствари нису толико чисте као што се чинило. Мирко такође може да упадне и у невоље са законом. Ипак, новац не пада са неба. Коначно, јавља се и Мирков менаџер, који можда доноси добре вести из Словеније?.. |                    |        |                 |                  |                    |
| 5 | 5                  |        | Саша Хајдуковић | Никола Пејаковић | 25. новембар 2017. |
| И док су Марија и Мића код куће, Мирко се дружи са Славком. Упознаје Чичка, сумњивог власника старачког дома у којем би његова мајка требала да буде смештена. Мирко потом одлази са Славком на испраћај јуниора једног рукометног клуба, коме је Славко спонзор и који, поред спортске опреме, носи и не тако легалну садржину на пут. Након тога, Мирко ће на једној вечери схватити које то нерашчишћене односе имају Чичак и Глава. А и Марија га код куће не сачека раширених руку...         |                    |        |                 |                  |                    |
| 6 | 6                  |        | Саша Хајдуковић | Никола Пејаковић | 2. децембар 2017.  |
| Ко је Марија? У овој епизоди враћамо се годину дана уназад и гледамо ко је она била пре него што је упознала Мирка Цвијетића. И како би њена прошлост могла да утиче на планирано реновирање роштиљнице. Редовне посетиоце кафане "Код Рајка" мучи питање: "Због чега Славко улази у тал са Мирком?". Многи сумњају да ту нису чиста посла. А неће ни све ићи тако глатко као што се чинило... |                    |        |                 |                  |                    |
| 7 | 7                  |        | Саша Хајдуковић | Никола Пејаковић | 9. децембар 2017.  |
| Ова епизода откриће нам шта је и ко је Мирко био пре годину дана, када се вратио у Бања Луку из Словеније? А шта је Мирко сада? Нови ресторан "Центарфор" не ради како се очекивало, али оно што Мирка више брине јесте где је Марија и зашто му се не јавља. Круг око породице Цвијетић се стеже, Мића је беспомоћан... |                    |        |                 |                  |                    |
| 8 | 8                  |        | Саша Хајдуковић | Никола Пејаковић | 16. децембар 2017. |
| У епизоди упознајемо Остоју, Славковог ујака на положају, који је великодушно позајмио новац за реновирање роштиљнице. Славко и Мирко биће гости на његовом рођендану. Видећемо и чиме је мотивисан тај Остојин "великодушни" гест према Мирку и како се старо друштво забавља на рођендану. За то време, Мића ће покушати да сам пронађе мајку у старачком дому... |                    |        |                 |                  |                    |
| 9 | 9                  |        | Саша Хајдуковић | Никола Пејаковић | 23. децембар 2017. |
| У последњој епизоди ћемо видети шта се десило са Главом и Маријом, да ли се Славко јавио Мирку и да ли има наде за ресторан "Центарфор". И коначно, када се све заврши, где ће се наћи јунаци наше приче, годину дана касније? |                    |        |                 |                  |                    |